# Pontski galeb
Pontski galeb (lat. Larus cachinnans) je galeb iz roda Larus. Ime vrste dolazi od cachinnare, što znači "smijati se".

## Opis
Ovo je velika ptica je elegantnog držanja. Dug je 56–68 cm, s rasponom krila od 137 do 155 cm i tjelesnom masom od 680–1,59 kg. Ovaj galeb ima dugi vitki kljun, naglašen kosim čelom. Noge, krila i vrat duži su nego kod srebrnastog i galeba klaukavca. Oko je malo i često tamno, a noge variraju od blijedo ružičaste do blijedo žućkaste boje. Leđa i krila nešto su tamnije sive nijanse nego kod srebrnastog galeba, ali nešto bljeđe nego kod sredozemnog galeba. Krajnje vanjsko primarno perje ima veliki bijeli vrh i bijeli jezik koji prolazi unutarnjom mrežom.
Ptice prve zime imaju blijedu glavu s tamnim prugama na stražnjem dijelu vrata. Donji dio je blijed, a leđa sivkasta. Veći i srednji pokrivači krila imaju bjelkaste vrhove koji tvore dvije blijede linije preko krila.
Na nogama ima plivaće kožice, a masno perje štiti ga od prodiranja vode do kože.

## Rasprostranjenost
Ovaj galeb se gnijezdi oko Crnog i Kaspijskog mora, te prema istoku kroz Srednju Aziju do sjeverozapadne Kine. U Europi se širi na sjever i zapad, a sada se gnijezdi u Poljskoj i istočnoj Njemačkoj. Neke ptice migriraju na jug do Crvenog mora i Perzijskog zaljeva, dok se druge šire u zapadnu Europu, u zemlje poput Švedske, Norveške i Danske ili zemalja Beneluksa, pa čak i sjeverne Francuske. Mali se broj danas redovito viđa u Britaniji, posebno u jugoistočnoj Engleskoj, Istočnoj Angliji i Midlandsu.
Najčešće se nalazi na stjenovitim obalama ili žalovima.

## Razmnožavanje
Tipično se gnijezdi na ravnom, nizinskom terenu pod vodom, za razliku od sredozemnog galeba, koji se uglavnom gnijezdi na liticama u područjima gdje se dvije vrste preklapaju. Sezona parenja započinje početkom travnja. Dva ili tri jajašca polažu se i inkubiraju 27 do 31 dan.

## Prehrana
Strvinari su i grabežljivci s vrlo raznolikom prehranom. Tijekom sezone parenja često jedu glodavce poput vjeverica, leteći u unutrašnjost kako bi ih pronašli.
Galeb ima oštar vid da s visine vidi plijen, a hvata ga svojim savinutim kljunom. Hrana su mu ribe, školjke, rakovi, zvjezdače, a povremeno jaja i mladunci drugih ptica.

## Klasifikacija i podvrste
Ova vrsta ima problematičnu taksonomsku povijest. Nekad se smatrala podvrstom srebrnastog galeba, ali sada ga se uglavnom smatra zasebnom vrstom. Neki znanstvenici smatraju i L. michahellis podvestom L. cachinnans, ali prevladava stav da je to zasebna vrsta.
Stepski galeb ili galeb Baraba (L. (cachinnans) barabensis) może se smatrati podvrstom ovog galeba ili zasebnom vrstom. Također je genetski vrlo sličan svom sjevernom susjedu, rasi taimyrensis Heuglinovog galeba. Stepski galeb razmnožava se u Srednjoj Aziji, posebno sjevernom Kazahstanu. Raspon njegova razmnožavanja još uvijek je malo poznat, ali smatra se da većina prezimljava u jugozapadnoj Aziji od Perzijskog zaljeva do sjeverozapadne Indije. Postoje mogući zapisi o ovom obliku iz Hong Konga i Južne Koreje(mongolicus) može se klasificirati kao podvrsta kaspijskog galeba, podvrsta veginog galeba ili kao zasebna vrsta. Razmnožava se u Mongoliji i okolnim područjima, a zimi migrira na jugoistok.

## Vanjske poveznice
|  | Zajednički poslužitelj ima stranicu o temi Larus cachinnans |
|  | Wikivrste imaju podatke o taksonu Larus cachinnans          |